# Gymnasium Neue Oberschule
Das Gymnasium Neue Oberschule (NO) in Braunschweig wurde 1828 gegründet und ist damit das zweitälteste staatliche Gymnasium dieser niedersächsischen Stadt. Die Schule hieß zunächst Herzogliches Realgymnasium und wurde nach dem Ersten Weltkrieg in Reform-Realgymnasium umbenannt. Im Wesentlichen geht der heutige Name auf das Jahr 1937 zurück, als Realschulen und Realgymnasien zu sogenannten „Oberschulen“ vereinheitlicht wurden.
Schwerpunkte werden in der offenen Ganztagsschule unter anderem auf den bilingualen Unterricht, Lernen mit digitalen Medien sowie Musik- und Theatergruppen gelegt, die in der Aula regelmäßig auftreten.

## Geschichte

### Zeitalter der Industrialisierung
Anfang des 19. Jahrhunderts begann die Braunschweiger Bürgerschaft, eine Schule zu fordern, die den neuen Anforderungen infolge der beginnenden Industrialisierung durch ein erweitertes Bildungsangebot, vor allem im naturwissenschaftlichen Bereich, besser gerecht wurde als die traditionellen Gymnasien, die vor allem auf ein Studium vorbereiten sollten. So wurden z. B. am Gymnasium in den höheren Klassen alleine 13 Stunden Latein und 6 Stunden Griechisch unterrichtet. Als Kompromiss konnten damals Gymnasialschüler, die nicht studieren wollten, vom Griechischunterricht befreit und in Ersatzfächern unterrichtet werden. Als Friedrich Traugott Friedemann 1824 Direktor des Katharineums wurde, ging er als erstes gegen diese sogenannten Barbaren vor und verbot diese Praxis. Er sah jeden Bildungsweg ohne Griechisch als staatsgefährlich und menschheitsverderbend an:

„Eine Menge unnützer und lästiger Bürger kann so dem Vaterlande erspart, eine Menge unglücklicher und verdorbener Halbgelehrter … gerettet werden. … Wer uns daher angehören will, muß uns ganz angehören, denn wer nicht überall mit uns ist, der ist überall wider uns.“

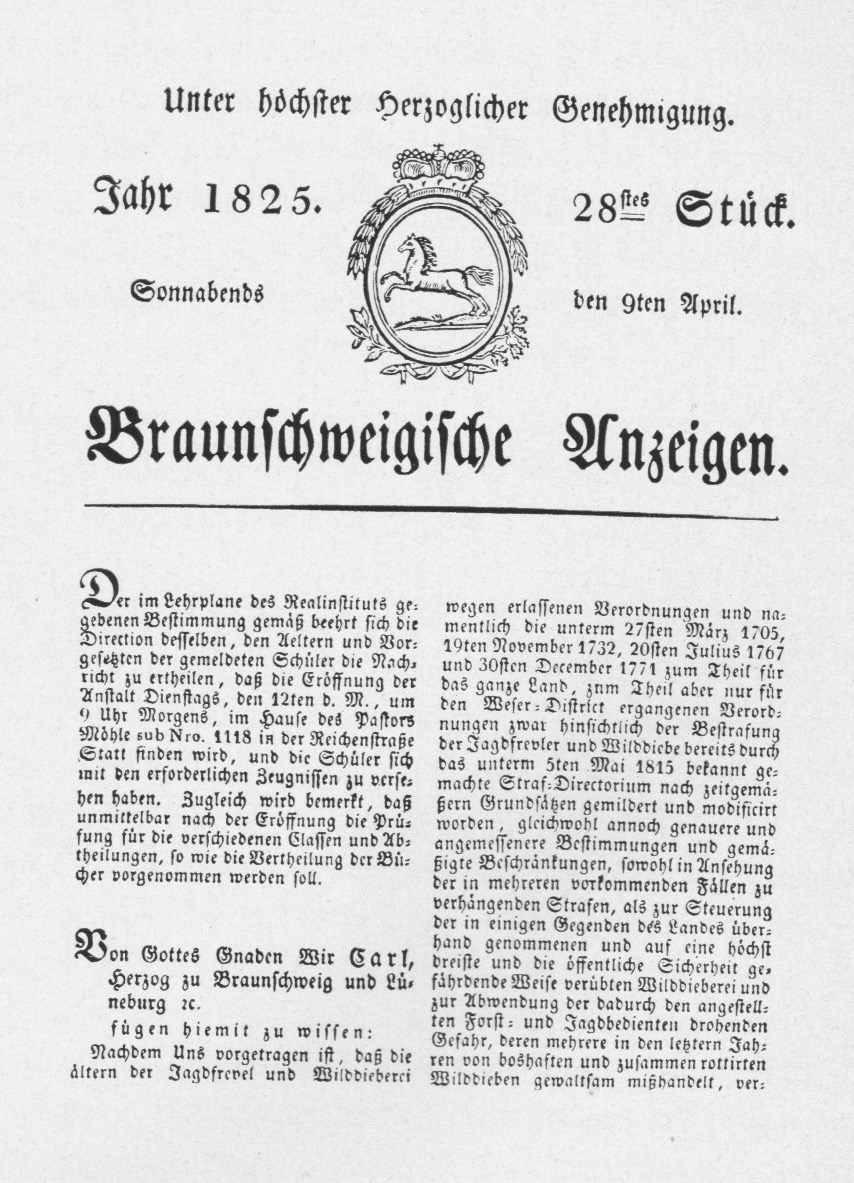
Ankündigung der Eröffnung des Realinstituts

Der 25-jährige August Heinrich Werner Brandes, damals Sprachlehrer am Collegium Carolinum, betrachtete dies als Missstand und entwarf ein Bildungskonzept, das besser für Industrie, Handel und Gewerbe geeignet war. Er eröffnete gemeinsam mit Pastor Möhle und dem Münzbuchhalter Süpke am 12. April 1825 in der Reichenstraße No. 1118 eine Privatschule, ein Realinstitut, das der Vorbereitung von Jungen auf gehobene technische und kaufmännische Berufe diente. Brandes’ Konzept zur „Erziehung zum praktischen Leben“ hatte aber auch Schwächen: Zum einen wurden in über 40 Wochenstunden mehr als 20 Unterrichtsfächer gelehrt, allerdings eher auf dem Niveau einer Fachschule. Andererseits fehlte es an pädagogisch ausgebildeten Lehrern: Neben den drei Gründern unterrichteten der Mediziner Lachmann, der Artilleriefeuerwerker Bolte, der Schreiblehrer Niemeier, der Sprachlehrer Küster sowie der Kunstmaler Pape. Obwohl das Schulgeld doppelt so hoch war wie an den Gymnasien, hatte die Schule mit über 60 Schülern schon im ersten Jahr so großen Zulauf, dass die Braunschweiger Gymnasien und selbst das Collegium Carolinum sich Sorgen um ihren Bestand machten. Daher beschloss die Schulkommission unter Vorsitz von Magistratsdirektor Bode bereits 1827, die Schule mit dem Martineum und Katharineum zu einem Gesamtgymnasium zu vereinigen. Diese Maßnahme wurde zum 15. Januar 1828 umgesetzt und bedeutete die Anerkennung als Realgymnasium sowie eine Steigerung der Schülerzahl, die 1835 auf 150 angewachsen war.

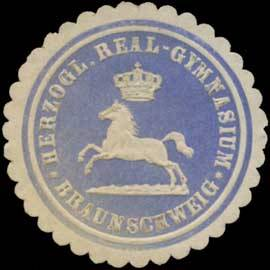
Siegel Herzogliches Realgymnasium

1839 erfolgte eine Inspektion der Schule durch Schulrat August Uhde, die als Ergebnis eine wesentliche Umstellung des Unterrichtsplanes mit sich brachte: Die Vielzahl der technischen und praktischen Fächer fielen ab 1841 weg, stattdessen wurde bis auf die Altsprachen der Lehrplan an den der Gymnasien angepasst.
1848 wurde die Verschmelzung zu einer einzigen höheren Schule diskutiert, aber nicht umgesetzt. In der Folgezeit kam es aufgrund von wiederholten Konflikten zwischen Gymnasiasten und Realgymnasiasten zu einer räumlichen Abtrennung des Realinstituts, das 1856 in die ehemalige Katharinenschule am Hagenmarkt zog.
Nach Brandes’ Tod wurde Ludwig August Berglein zum Direktor ernannt. 1859 mussten wegen Raumnot 66 % der angemeldeten Schüler zurückgewiesen werden. 1869 wurde schließlich ein Neubau zwischen der Breiten Straße und der Scharrnstraße bezogen. Berglein setzte sich dabei persönlich für eine Aula für Schulveranstaltungen ein und gründete eine Schülerbibliothek. Aber auch in der Folgezeit war die Schulgeschichte von Raumnot geprägt, die nur durch wechselnde Außenstellen bewältigt werden konnte.
In den 1860er Jahren herrschte eine große religiöse Toleranz an der Schule, obwohl sie fast ausschließlich von Protestanten besucht wurde. Auf die wenigen jüdischen Mitschüler wurde besondere Rücksicht genommen: sie wurden am Sabbat vom Unterricht oder zumindest vom Schreiben befreit.
Berglein hatte sich bereits in Preußen erfolgreich für den Ausbau des Realunterrichts eingesetzt, u. a. für die Einführung des Lateinunterrichts an Realschulen, der in Braunschweig 1868 noch kategorisch abgelehnt wurde. 1871 sorgte er für einen in der Lokalpresse beachteten Skandal, als er eine ganze Klasse nicht versetzte.

### Kaiserreich und Erster Weltkrieg
Erst nach der Gründung des Kaiserreichs orientierte sich Braunschweig stärker am preußischen Vorbild. 1876 wurde die Schule geteilt und eine lateinlose Realschule 2. Ordnung abgetrennt (die heutige Realschule Sidonienstraße) und 1878 wurde die Schule zum abiturfähigen „Herzoglichen Realgymnasium“ umbenannt und als Realschule 1. Ordnung anerkannt. 1879 legten die ersten drei Kandidaten das Abitur ab.

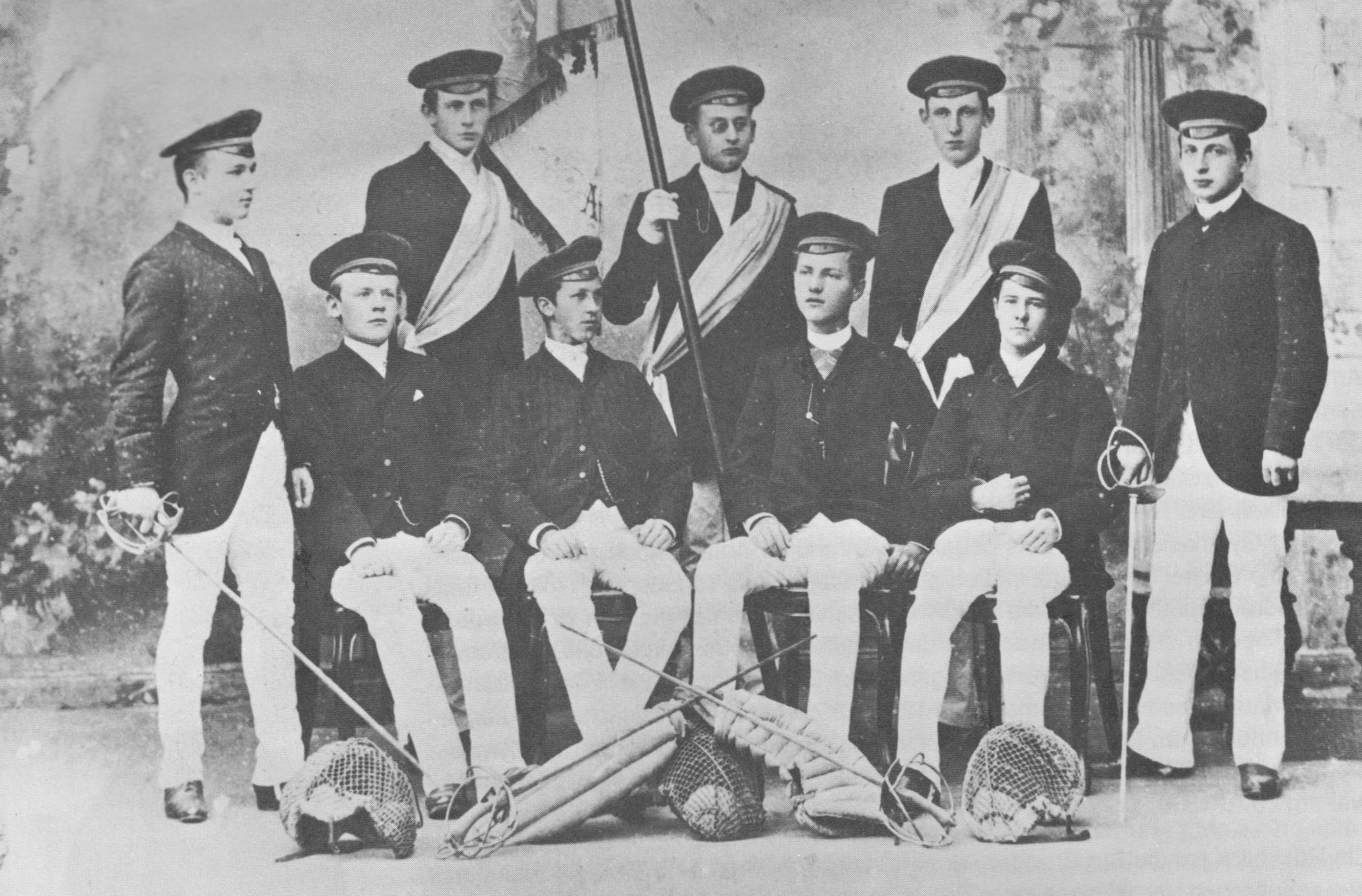
Primaner des Realgymnasiums 1892

Nach Bergleins Pensionierung wurde 1884 mit Karl Friedrich Ernst Koldewey ein bedeutender Schulreformer Direktor, der die Angleichung des Lehrplans an den des Gymnasiums noch stärker vorantrieb, so dass bis zur Quarta ein reibungsloser Übergang möglich war. Ihm folgte 1891 mit Wilhelm Johann Dahl ein Mathematiker, der die Naturwissenschaften wieder stärkte. Im Jahr 1900 wurden Gymnasien, Realgymnasien und Oberrealschulen durch kaiserlichen Erlass gleichgestellt. In den darauffolgenden Jahren wurde die reichsweite Anerkennung des Abiturs vorangetrieben und 1907 wurde durch die Teilung der Prima das 13. Schuljahr eingeführt.

Kollegium des Reform-Realgymnasiums vor dem Ersten Weltkrieg (vorne Mitte Direktor Karl Hildebrandt)

Nach Dahls Tod 1909 folgte ihm Karl Gottlieb Hildebrandt als Direktor, der Anhänger der Reformschulbewegung nach dem Frankfurter System war. Er trieb diese Schulreform voran, bis schließlich 1912 die Schule als „Herzogliches Reform-Realgymnasium“ den neuen Fremdsprachen gegenüber stärker geöffnet wurde. Nach diesem neuen Lehrplan wurde Französisch erste Fremdsprache, gefolgt von Latein und Englisch.
Schon 1912 legten zeitweilig auch Mädchen ihre Reifeprüfung am Reform-Realgymnasium ab, da dies an den höheren Mädchenschulen noch nicht möglich war.
Der Ausbruch des Ersten Weltkriegs brachte eine Ausdünnung der Primen mit sich, da sich viele Primaner und fünf Lehrer als Kriegsfreiwillige meldeten. Mit dem Fortschritt des Krieges änderte sich auch der Schulalltag grundlegend, z. B. durch Einsatz der Schüler bei Sammlungen oder in Fabriken. Insgesamt fielen im Ersten Weltkrieg fünf Lehrer und 111 ehemalige Schüler.

### Weimarer Republik
Mit Beginn der Weimarer Republik setzten wieder schulpolitische Reformdiskussionen ein, z. B. die Einführung einer Gemeinschaftsschule oder die Frage der Lehrerbildung. 1922 wurde die Unterteilung der Oberstufe in einen sprachlichen und einen naturwissenschaftlichen Zweig eingeführt.
Nach Hildebrandts Pensionierung 1923 wurde die Schule zunächst kommissarisch geleitet, bis im Herbst 1924 mit dem Physiker Karl Bergwitz, der auch außerordentlicher Professor an der TH Braunschweig war, ein Nachfolger gefunden wurde. Bergwitz war Mitentdecker der kosmischen Höhenstrahlung. Da er allerdings seine Ergebnisse als Messfehler interpretierte, wurde Victor F. Hess der Nobelpreis für die korrekte Interpretation zugesprochen.
Nach der Währungsreform 1924 startete die Schule ein ausgedehntes Fahrtenprogramm mit insgesamt 28 Schulfahrten bis 1934. 1926 gründete sich eine Schulgruppe des Vereins für das Deutschtum im Ausland, die schon bald 350 Mitglieder zählte. Ab 1927 nahmen Lehrer und Schüler an deren Veranstaltungen und Fahrten teil. Auch die Bündische Jugend war an der Schule aktiv. Insgesamt war aber in den 1920er Jahren das Klima an der Schule „durchaus liberal“, wenn auch von den Schülern nur eine „Minderheit...mit der Republik sympathisierte“.
Aufgrund seiner guten Kontakte zur TH und zur Industrie konnte Bergwitz trotz finanzieller Schwierigkeiten des Landes durchsetzen, dass 1927 ein Erweiterungsbau bezogen werden konnte, der unter anderem den modernsten Physikraum der Stadt enthielt.
Am 8. Dezember 1927 wurde die Vereinigung ehemaliger Braunschweiger Realgymnasiasten gegründet, und vom 22. bis 24. März 1928 fanden die Jubiläumsfeiern zum 100-jährigen Bestehen der Schule statt, bestehend aus Fackelzug, interner Schulfeier, Festakt sowie Festkommers. Das Jubiläum war Titelgeschichte aller Braunschweiger Zeitungen. Nur der sozialdemokratische Volksfreund kommentierte kritisch

„… daß uns noch ein großer Weg trennt von dem großen Ziele einer gleichmäßigen Förderung der Bildung des Volkes in seiner Gesamtheit, frei von aller politischen und Klassenscheidung.... Alle bisherige Reform ergriff nur die äußere Form, der Charakter blieb.“

Dank der Unterstützung der Ehemaligen und Spenden der Industrie konnte trotz der Finanzkrise 1931/32 die Schülerzahl ohne Beeinträchtigungen auf 458 steigen.

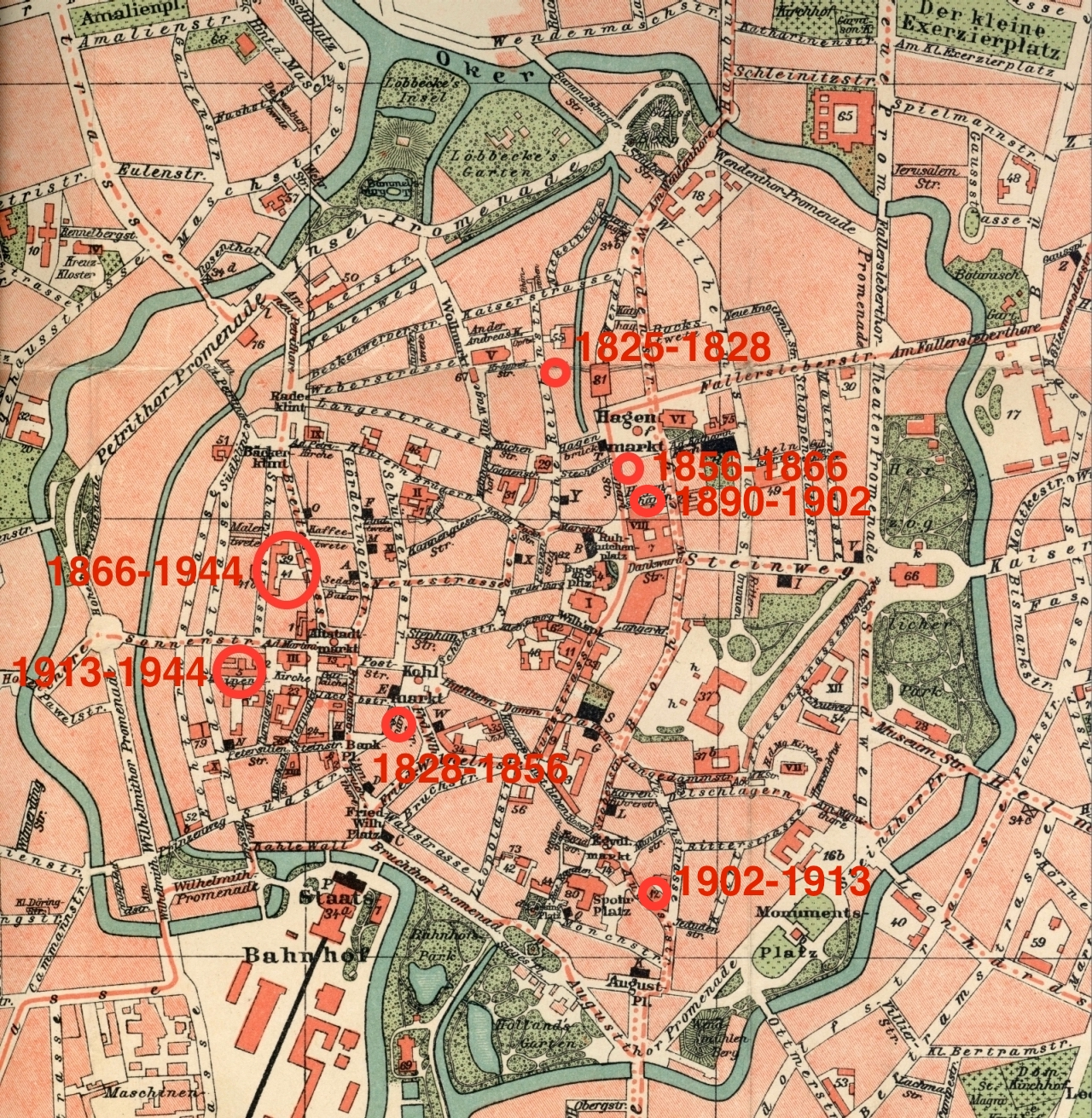
Standorte der Schule (inkl. Außenstellen) bis 1944

Da die Nationalsozialisten im Land Braunschweig schon ab 1930 an der Regierung beteiligt waren, begann bereits ab 1931 eine politische Säuberung der Lehrerschaft, von denen das Reform-Realgymnasium allerdings noch nicht betroffen war.

### Drittes Reich und Zweiter Weltkrieg
Mit der nationalsozialistischen Machtergreifung wurde auch das Reform-Realgymnasium gleichgeschaltet. Aus der Schulbücherei wurden alle Bücher entfernt, die nicht der Parteilinie entsprachen, und die HJ übernahm Teile des Sportunterrichts (Wehrsport). Der Großteil des Kollegiums wurde Parteimitglied, und der Hitlergruß wurde üblich. Das Fahrtenprogramm und das Schultheater wurden eingestellt.
Direktor Bergwitz versuchte, den inneren Schulbetrieb von Parteipolitik abzugrenzen. Allerdings mussten jüdische Schüler ausscheiden. Am Reform-Realgymnasium sind nur Einzelfälle belegt (z. B. Bernhard Glatt 1935,) da der Anteil jüdischer Schüler am Reform-Realgymnasium traditionell gering war. Ein nationalsozialistisch motivierter Ausschluss von Lehrern ist nicht belegt.
Das Kollegium widerstand in den Jahren 1935/36 den Aufforderungen der Braunschweiger nationalsozialistischen Parteiführung, die Schule nach dem stellvertretenden Gauleiter Kurt Schmalz zu benennen. Als 1937 die Oberrealschulen und Realgymnasien reichseinheitlich zu Oberschulen umbenannt wurden, wählte die Schule den Namen „Staatliche Neue Oberschule für Jungen“. Als Reverenz an den faschistischen Bündnispartner wurde 1937 Italienisch als Unterrichtsfach eingeführt. 1938 wurde das 13. Schuljahr wieder abgeschafft, um Zeit für Arbeitsdienst und Wehrmacht einzusparen.
1938 trat der Theologe und Religionslehrer Franz Klingenspor mit 55 Jahren „freiwillig in den Ruhestand“. Er war Mitglied des Kirchenvorstands der St. Pauli-Gemeinde und setzte sich für die Weiterbeschäftigung des Pastors Alfred Goetze ein, der sogenannter „Halbjude“ war.
Mit dem Beginn des Zweiten Weltkriegs wurde im August 1939 eine Notreifeprüfung durchgeführt und die meisten Schüler der Abschlussklassen wurden zur Wehrmacht einberufen. Mit Fortschritt des Krieges wurden auch die Mittelklassen in sogenannte Wehrertüchtigungslager oder als Luftwaffenhelfer zur Flak einberufen, wobei sie von Betreuungslehrern der Schule weiterhin unterrichtet wurden. Mit der Verstärkung des Luftkriegs ab 1943 wurden die Schüler aus der Stadt evakuiert, unter anderem in den Harz, nach Dänemark oder zu Schanzdiensten nach Holland. Am 29. Januar 1944 fand die letzte Reifeprüfung im Krieg statt.
Bei der Bombardierung Braunschweigs im Oktober 1944 wurde die Schule bis auf die Schülerbücherei komplett zerstört, aber schon Weihnachten 1944 konnte der Unterricht behelfsmäßig in der Lessingschule wieder aufgenommen werden. Mit vielen Einschränkungen konnte er bis zum 6. April 1945 aufrechterhalten werden. Mit Übergabe der Stadt an die amerikanischen Truppen am 11. April 1945 wurde der Unterricht eingestellt. Insgesamt beklagte die Schule im Zweiten Weltkrieg über 230 Gefallene und Vermisste unter ihren ehemaligen Schülern.

### Besatzungszeit und Wiederaufbau
Bergwitz, der ab 1943 auch das Martino-Katharineum geleitet hatte, wurde am 1. Oktober 1945 im Alter von 70 Jahren in den Ruhestand versetzt.
Am 22. Oktober 1945 konnte der Unterricht in den Fächern Deutsch, Englisch, Latein und Mathematik mit Genehmigung der Militärregierung unter Leitung des kommissarischen Schulleiters Walter Hecke wieder aufgenommen werden, allerdings nur mit fünf Lehrern, da sich die Überprüfung im Entnazifizierungsverfahren in vielen Fällen über Jahre hinstreckte. Da die Schule keine eigenen Räume mehr besaß, fand der Unterricht, teilweise im Mehrschichtbetrieb mit sehr großen Klassen, in vielen verschiedenen Schulgebäuden statt, z. B. Comeniusstraße, Bürgerstraße oder Leonhardstraße. Der Mangel sowohl an Lehrmaterial als auch an Kohle behinderten den geregelten Unterricht, aber schon 1947 konnte wieder eine Reifeprüfung abgehalten werden.
Der organisatorische Wiederaufbau der Schule wurde unter dem Direktorat von Lothar Petzold vollendet, allerdings wurde mit steigenden Schülerzahlen die Raumsituation immer prekärer. Hier unterstützte der 1951 gewählte Elternrat gemeinsam mit dem Ehemaligenverein den neuen Schuldirektor Gerhard Linne entscheidend und nutzte seine guten politischen und wirtschaftlichen Beziehungen, um 1952 zunächst die Ausschreibung eines Schulneubaus und 1953 auch die Finanzierung im Landeshaushalt durchzusetzen. Bei der 125-Jahr-Feier 1953 konnte schon der Grundstein gelegt werden.
In den 1950er Jahren stellte sich erneut die Namensfrage, die von der Lokalpresse spöttisch kommentiert wurde:

„Staatliche Neue Oberschule für Jungen, welch ein Name: so lang und charakterlos wie ein Schnupfen.“

Die Schule tat sich mit dieser Frage schwer, da „Namen bedeutender Persönlichkeiten aus unserem engeren Lebensraum bereits vergeben sind“. Als man sich schließlich auf „Albert-Schweitzer-Gymnasium“ geeinigt hatte, wurde dieser Vorschlag von der Schulbehörde abgelehnt.
1954 konnte mit Fertigstellung des ersten Bauabschnitts die Neue Oberschule an der Beethovenstraße als Schule des damaligen Landkreises Braunschweig wieder errichtet werden. Im September 1958 fand die Einweihung des kompletten Schulneubaus statt.

### Bundesrepublik Deutschland
Seit Beginn der 1950er Jahre engagierten sich der Schuldirektor und das Kollegium aktiv im Internationalen Sonnenberg-Arbeitskreis. Daraus resultierte schon 1962 ein Schüleraustausch mit Frankreich. Auch mit der NS-Vergangenheit setzten sich das Kollegium und die Schüler aktiv auseinander. Dies führte zu viel beachteten öffentlichen Ausstellungen. 1968 ermittelte der Verfassungsschutz an der NO wegen unzulässiger Verwendung des Hakenkreuzes auf dem Entwurf des Ausstellungsplakats. Es musste daraufhin neu gestaltet werden.
Der Abiturjahrgang 1971 bietet auf seiner Webseite Einblicke in das Schulleben an der NO in den 1960er Jahren.
1972 gehörte die Schule, noch vor Verabschiedung durch die Kultusministerkonferenz 1976, zu den ersten Gymnasien, die ein praktikables Konzept für eine Oberstufenreform ausarbeiteten und an einem Unterrichtsversuch teilnahmen. Dabei sah das Konzept der NO Pflichtfächer vor, die durchgehend bis zum Abitur belegt werden sollten, aber das konnte nicht gegen das Kultusministerium durchgesetzt werden. 1976 zog die NO unter dem neuen Direktor Horst Strebe eine ernüchternde Bilanz der Reform und führte inhaltliche und organisatorische Korrekturen durch. Zum Beispiel fand im Rahmen der Oberstufenreform versuchsweise ein polyvalenter Leistungskurs Bodenkunde statt.

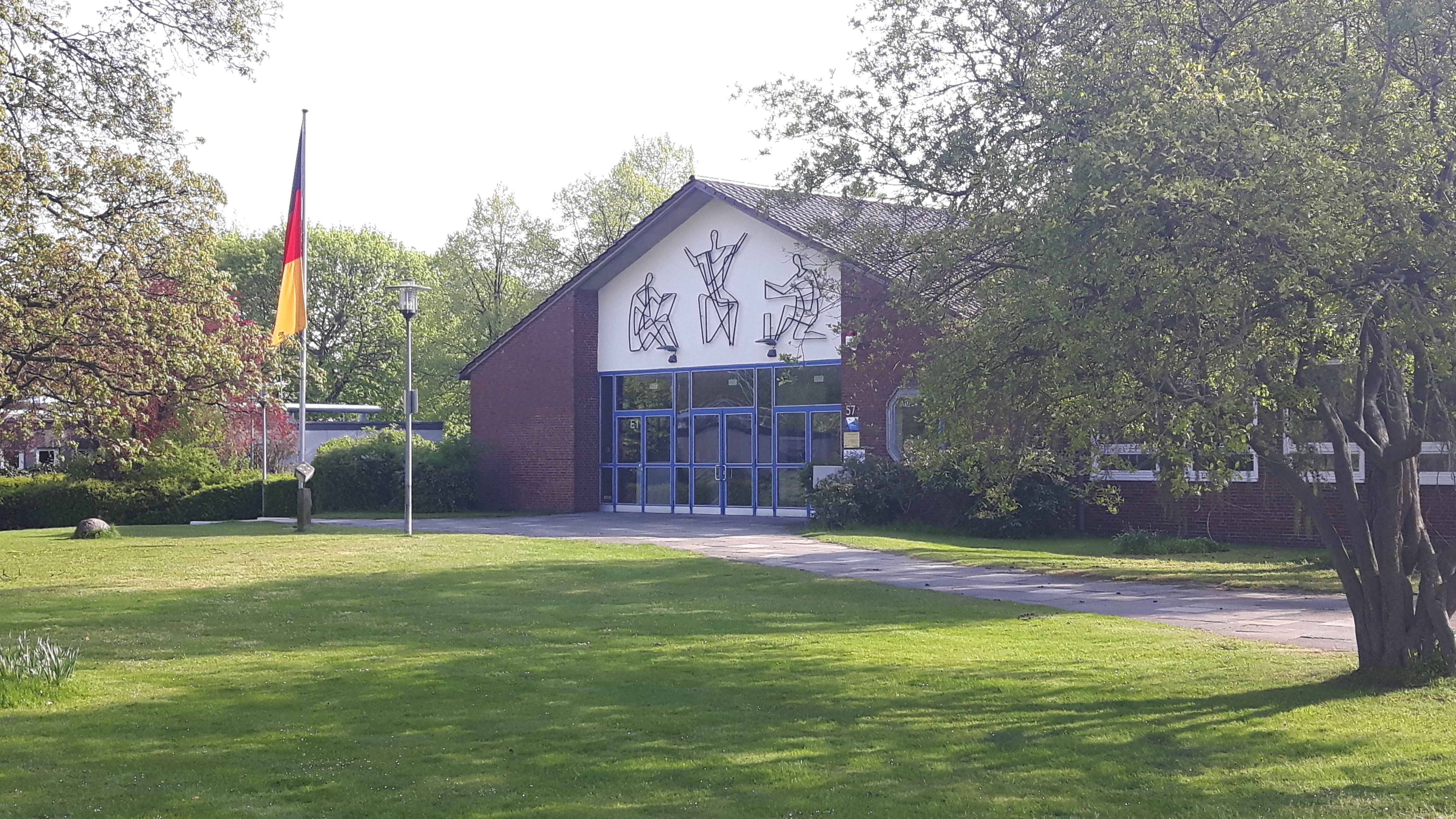
Haupteingang des Gymnasiums Neue Oberschule

Mit der Einführung der Koedukation 1976 erhielt die Schule ihren heutigen Namen und die Schülerzahl stieg danach auf über 800. 1981 erfolgte bereits die nächste Reform mit der Einführung der Orientierungsstufe.
Ab 1990 betrat die Neue Oberschule unter Leitung von Gerhard Dziomba mit der Einführung eines bilingualen Zweiges (englisch) ab Klasse 7 wieder pädagogisches Neuland. 2006 wurde Marten Kohfahl neuer Schulleiter und mit der 2004 beschlossenen Umstellung auf G8 sowie der Einführung des Zentralabiturs in Niedersachsen musste die nächste Schulreform bewältigt werden. 2008 führte die NO als Vorreiter den rhythmisierten Unterricht in 90-Minuten-Blöcken und ab 2010 den offenen Ganztagsbetrieb ein, um die Umstellung auf G8 zu erleichtern. Aber bereits kurz nach der Einführung von G8 wurde wieder umgestellt. Im Frühjahr 2019 wurde das letzte Abitur nach G8 abgelegt. Seitdem wird das Abitur nach G9-Modell abgelegt.
Die heutige Neue Oberschule ist weder neu noch Oberschule. Seit 2011 steht der Begriff Oberschule in Niedersachsen für den Zusammenschluss von Haupt- und Realschulen, allerdings ohne Sekundarstufe 2.

## Lage und Gebäude

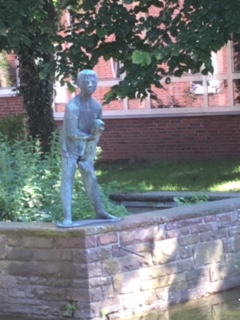
Brunnenfigur im Innenhof

Die NO liegt heute im Stadtteil Gliesmarode, im Nordosten Braunschweigs. Sie grenzt an die Ricarda-Huch-Schule sowie an das Sportgelände und Institute der TU Braunschweig. Die Hauptgebäude sind d-förmig um einen begrünten Innenhof angeordnet. Zusätzlich gibt es in Anbauten eine Aula, eine Dreifelderturnhalle sowie einen Musikpavillon. Im Hauptgebäude gibt es eine Cafeteria, im Rahmen des Ganztagsangebots können die Schüler die nahegelegene Mensa II der TU Braunschweig mitbenutzen.
Die Schulgebäude gehen auf einen Entwurf des Stadtbaurats Hermann Bauer zurück, der sich 1952 in einem Ideenwettbewerb mit insgesamt 100 Entwürfen durchsetzte. Der Grundstein wurde am 19. September 1953 im Rahmen der Festwoche zum 125-jährigen Jubiläum gelegt. Die Gesamtbaukosten beliefen sich bis 1958 auf 3,3 Millionen DM. Den Eingang des Hauptgebäudes schmückt eine Eisenbandplastik der Braunschweiger Künstlerin Hedwig Hornburg, die auch die Brunnenfigur im Innenhof schuf.
1969 wurde wegen steigender Schülerzahlen ein Erweiterungsbau notwendig sowie ein Musikpavillon errichtet. Im März 2004 erhielt die Schule zusätzliche Räume zur Unterbringung der Unterstufe in der Grundschule Bültenweg. Im Jahr 2011 wurde die Schule komplett im Rahmen eines Public-Private-Partnership-Projekts von Hochtief renoviert und wird seitdem auch in diesem Rahmen instand gehalten. 2013 wurde ein gemeinsam mit der Ricarda-Huch-Schule genutzter Neubau eingeweiht, der eine Mediathek und Räume für künstlerische und musische Fächer bereitstellt.
Am 7. Mai 2019 erfolgte die Grundsteinlegung für einen weiteren Neubau, der Platz für 12 zusätzliche Räume bietet und im Februar 2020 endgültig die Außenstelle Bültenweg abgelöst hat. Wiederum am 15. September 2021 erfolgte die Grundsteinlegung für einen zweiten Teil des Erweiterungsbaus, mit dem die Anlage seit dessen Eröffnung am 1. September 2022 insgesamt 19 Unterrichtsräume sowie einen Raum für den Ganztagsbetrieb umfasst.

## Ausstattung und Angebote

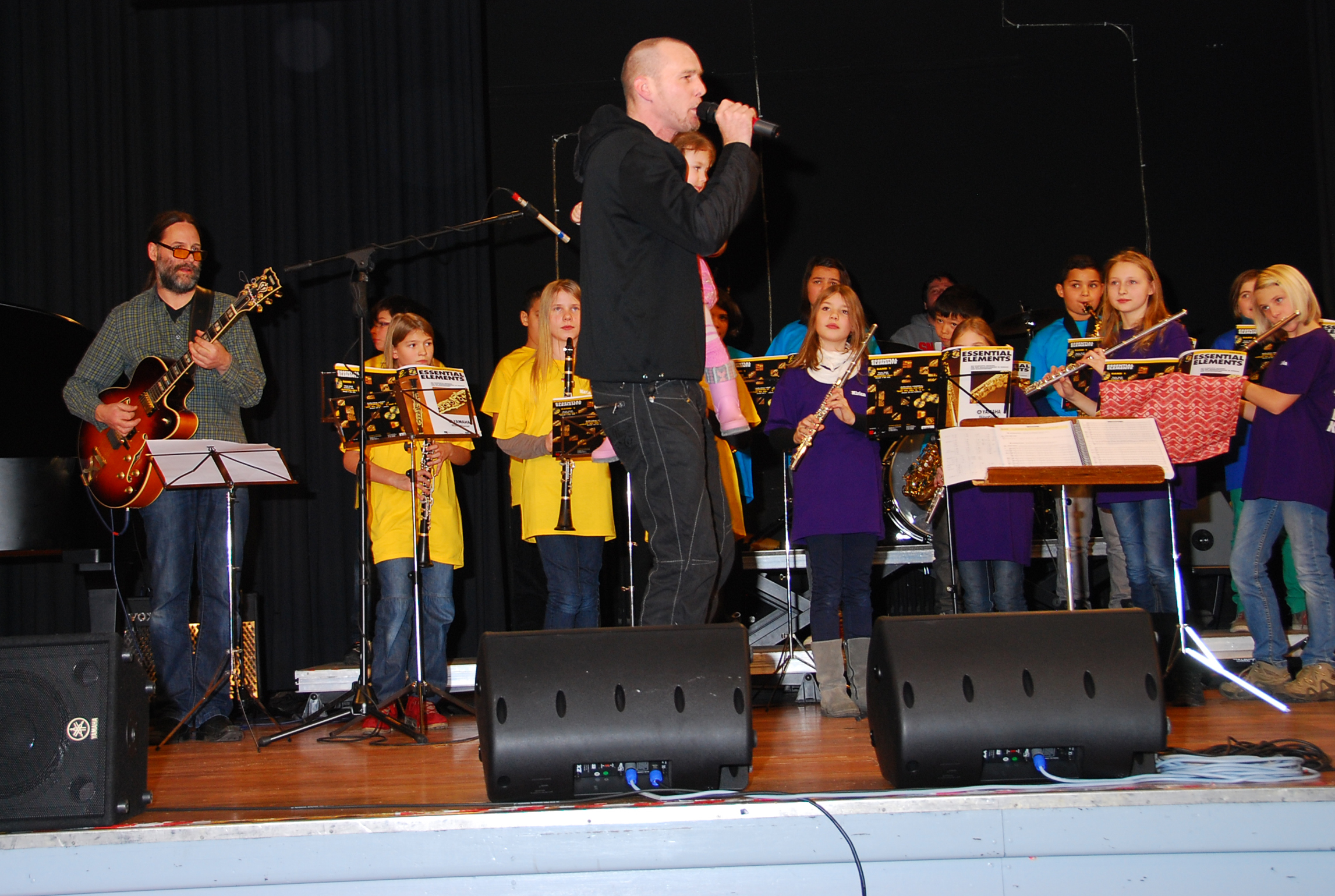
Auftritt der Bläserklasse mit Jazzkantine (2012)

Als zweite Fremdsprache neben Englisch werden Latein und Französisch ab der sechsten Klasse angeboten. Ab der achten Klasse oder in der Sekundarstufe II als neu beginnende Fremdsprache steht wahlweise auch Spanisch zur Auswahl. Es besteht die Möglichkeit ein DELF-Zertifikat zu erwerben.
Seit über 25 Jahren wird ab der siebten Klasse bilingualer Unterricht in Geschichte, Erdkunde, Politik, Sport und Musik angeboten, wobei Geschichte auch als bilinguales Prüfungsfach im Abitur angeboten wird. Als alternative Schwerpunkte in der Mittelstufe können Naturwissenschaften, Sport oder Medien (Tablet-Klasse) gewählt werden.
Seit 1916 wird an der NO Ski-Schulsport im Rahmen von Skifahrten angeboten (zunächst im Harz). Heute wird in der achten Klasse ein Ski-Lehrgang in Österreich durchgeführt.

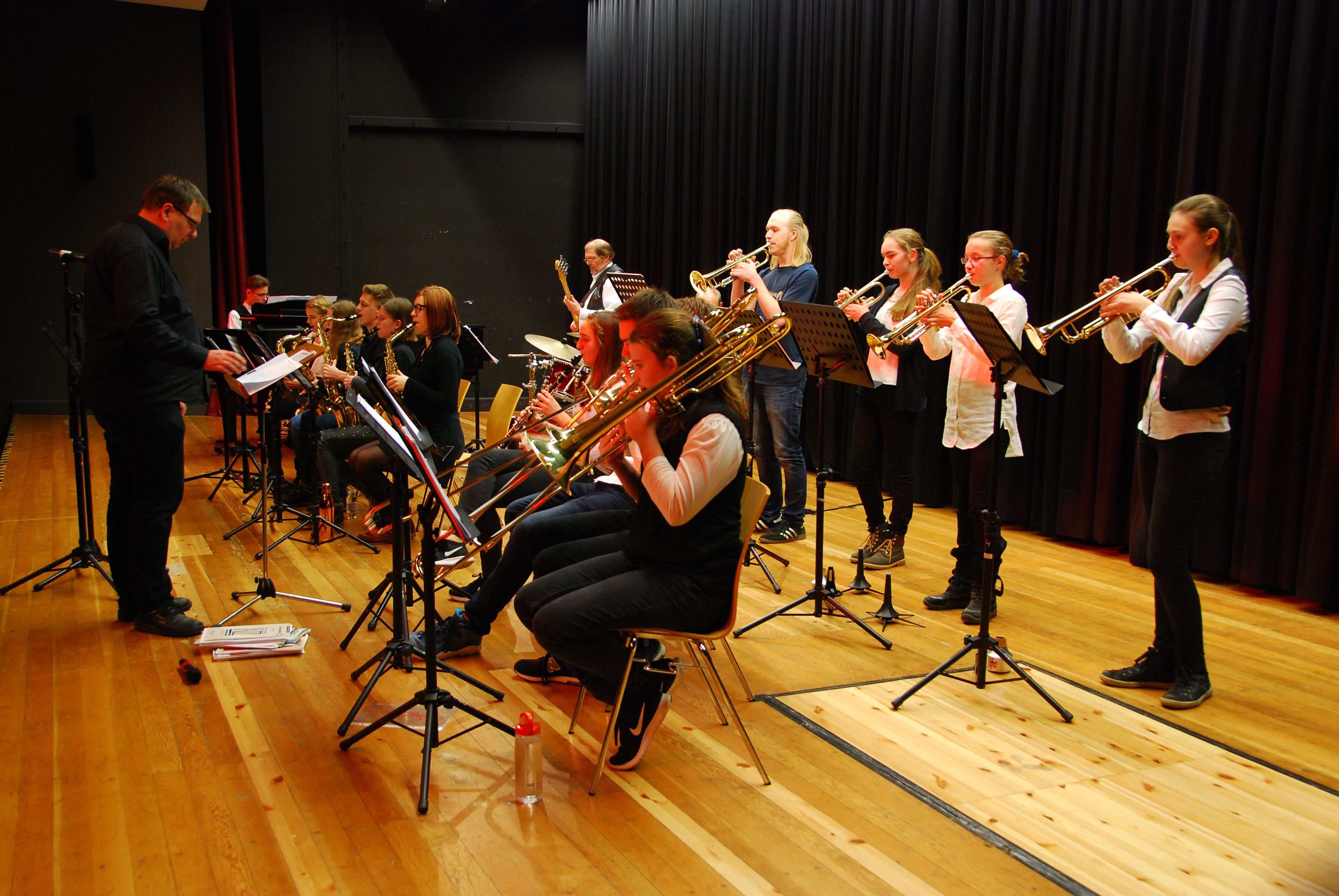
NO Big Band

In der Unterstufe ist eine Bläserklasse eingerichtet, in der alle Schüler ein Instrument erlernen. In der Big Band musizieren Schülerinnen und Schüler seit über 30 Jahren ab Jahrgangsstufe 7 zusammen.
Seit 1873 sind Schultheateraufführungen belegt. In den 1970er Jahren gewann die Schultheatergruppe zahlreiche Preise und wurde zu Festivals eingeladen. Einige Inszenierungen wurden im Staatstheater Braunschweig aufgeführt und sogar für das Fernsehen aufgezeichnet und im ZDF gesendet. 1977 war die Schultheatergruppe auf dem Titelbild der Fernsehzeitschrift HÖRZU (Heft 30) zu sehen. Darstellendes Spiel als künstlerisches Abiturfach zu wählen, ist seit dem Ende der 1970er Jahre möglich. In diesem Rahmen wird jährlich ein Theaterstück aufgeführt (häufig selbst geschrieben). Die NO kooperiert mit dem Staatstheater Braunschweig im Rahmen des Programms Theater.Fieber.
Ein Technik-Team betreut die Veranstaltungstechnik der Schule. Es unterstützt jährlich diverse Veranstaltungen wie die Schuldisco, das Abschlussstück des Darstellendes-Spiel Kurses, sowie diverse kleinere Veranstaltungen.
Außerdem existiert ein Schulsanitätsdienst, der mit den Maltesern kooperiert. Dieser feierte 2023 sein 30-Jähriges Bestehen.
Bei der Lösung von Problemen, insbesondere unter Schülern, helfen ausgebildete Streitschlichter.
Die NO bietet derzeit (Stand 2017) in der Sekundarstufe II ein neusprachliches, ein gesellschaftswissenschaftliches, ein naturwissenschaftliches sowie ein musisch-künstlerisches Profil an. Einzelne Kurse werden gemeinsam mit der benachbarten Ricarda-Huch-Schule unterrichtet, sodass sich im Abitur nahezu jede zulässige Fächerkombination realisieren lässt.
Die Aktivitäten der Schule werden von einem Ehemaligenverein sowie vom Elternverein Elternhilfe e. V. unterstützt.
Die seit 1952 erscheinende Schulzeitung die neue schule (bis 1954 unter dem Titel baut auf) wurde 2015 durch ein Schul-Jahrbuch abgelöst.

## Kooperationen und Projekte
Seit vielen Jahren ist die NO eine Stützpunktschule für den Judosport und bietet jungen Judoka die Möglichkeit, Schule und Leistungssport miteinander zu verbinden. 1969 wurde zusätzlich zum Ruderclub Neue Oberschule (RCNO) an der NO ein Kanuverein gegründet, welcher mittlerweile über 130 Mitglieder hat. Seit 2010 ist die NO Kooperationspartner von Eintracht Braunschweig im Projekt Löwenbande.
2014 wurde die Schule als Schule ohne Rassismus – Schule mit Courage ausgezeichnet. Dazu finden regelmäßig Aktionen, wie z. B. Lesungen statt.
Schon ab 1962 fand ein regelmäßiger Schüleraustausch mit Nîmes (Frankreich) statt. Heute finden regelmäßig Austausche mit Partnerschulen in Ussel (Frankreich) und Prag (Tschechien) statt. Die Schule nimmt darüber hinaus gemeinsam mit Partnerschulen aus Frankreich, Italien, Lettland, Polen und Portugal am Erasmus+-Programm teil.
Die NO gehört mit zwei Kindertagesstätten, fünf Grundschulen und der Christophorusschule Braunschweig zum Kooperationsverbund Begabungsförderung Braunschweig II. Das Lernangebot, das vorhandene Begabungen weiterentwickelt, ist in zunehmendem Maße differenziert und individualisiert und soll zu Sonderleistungen anregen, z. B. zur Teilnahme an Zusatzangeboten der Schule, an Wettbewerben und an Veranstaltungen mit außerschulischen Partnern.
Von 1956 bis 1974 bestand an der NO die Naturwissenschaftliche Vereinigung Biologie (NVB). Sie machte mit ihren Experimenten wiederholt Schlagzeilen, unter anderem wegen der Experimente mit einem lebenden Skorpion. Schüler der NO haben wiederholt erfolgreich an Wettbewerben wie Jugend Forscht (Preise bei Landes- und Bundeswettbewerben), World Robot Olympiad (Weltfinale) oder Model European Parliament teilgenommen.
Für eine gemeinsame Projektarbeit mit dem Katholischen Gymnasium in Łódź (Polen) erhielten Gustav Partington und sein Geschichtskurs 2015 den Sally-Perel-Preis für Respekt und Toleranz sowie den Jahrespreis der Henning von Burgsdorff-Stiftung zur Förderung des Geschichtsunterrichtes.
Seit 2017 gehört die NO zu den 25 Projektschulen der Niedersächsischen Initiative Bildungscloud, die Standards für eine moderne und zukunftsfähige Schul-IT setzen soll.
Als erste Schule Niedersachsens erhielt die NO am 14. Oktober 2022 für ihren Einsatz für die Vielfältigkeit der sexuellen Orientierung und geschlechtlichen Identität eine Auszeichnung als Schule der Vielfalt*.

## Schulleiter

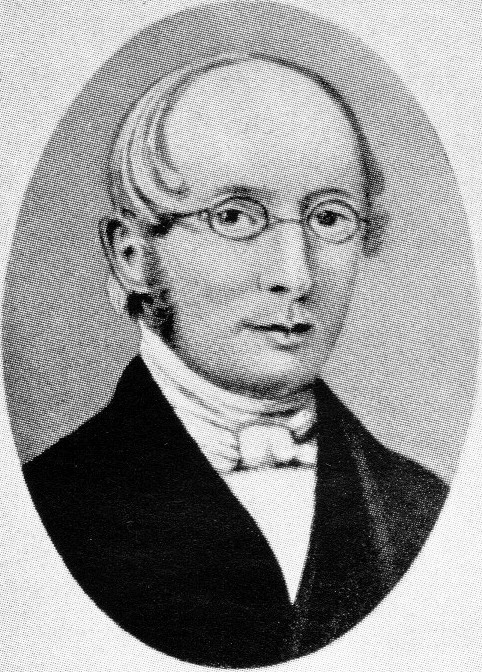
August Heinrich Werner Brandes
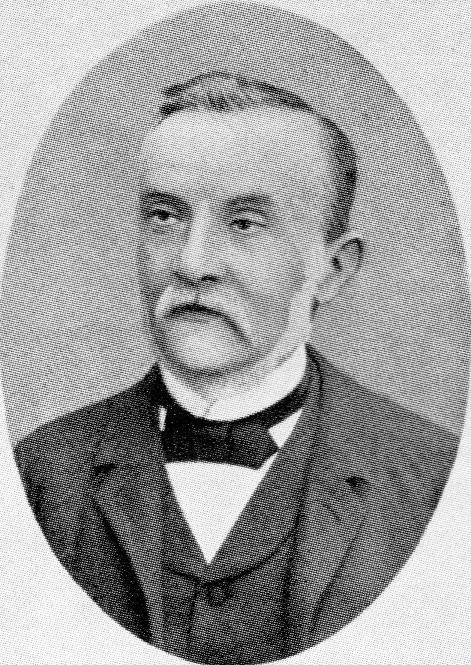
Ludwig August Berglein
Karl Friedrich Ernst Koldewey
Wilhelm Johann Dahl
Karl Gottlieb Hildebrandt

- August Heinrich Werner Brandes (1828–1858)
- Ludwig August Berglein (1858–1883)
- Karl Friedrich Ernst Koldewey (1884–1891)
- Wilhelm Johann Dahl (1891–1909)
- Karl Gottlieb Hildebrandt (1909–1923)
- Karl Quensen (kommissarisch 1923–1924)
- Theodor Hartung (kommissarisch 1924)
- Karl Bergwitz (1924–1945)
- Walter Hecke (kommissarisch 1945–1949)
- Lothar Petzold (1949–1951)
- Gerhard Linne (1951–1975)
- Horst Strebe (1975–1989)
- Gerhard Dziomba (1990–2004)
- Marten Kohfahl (2006–2021)
- Aida Senkpiel (2021–heute)

## Bekannte Personen

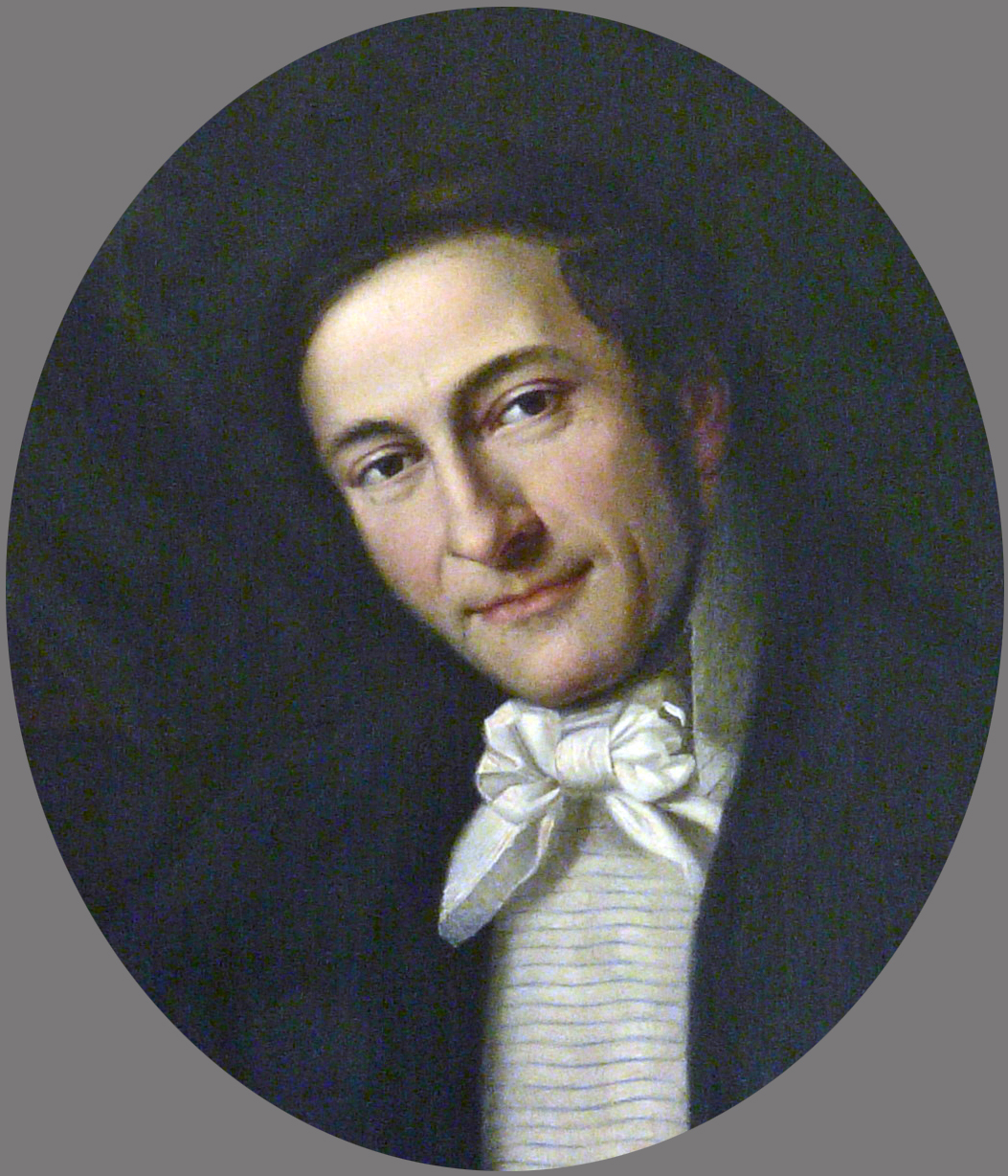
Heinrich Lachmann

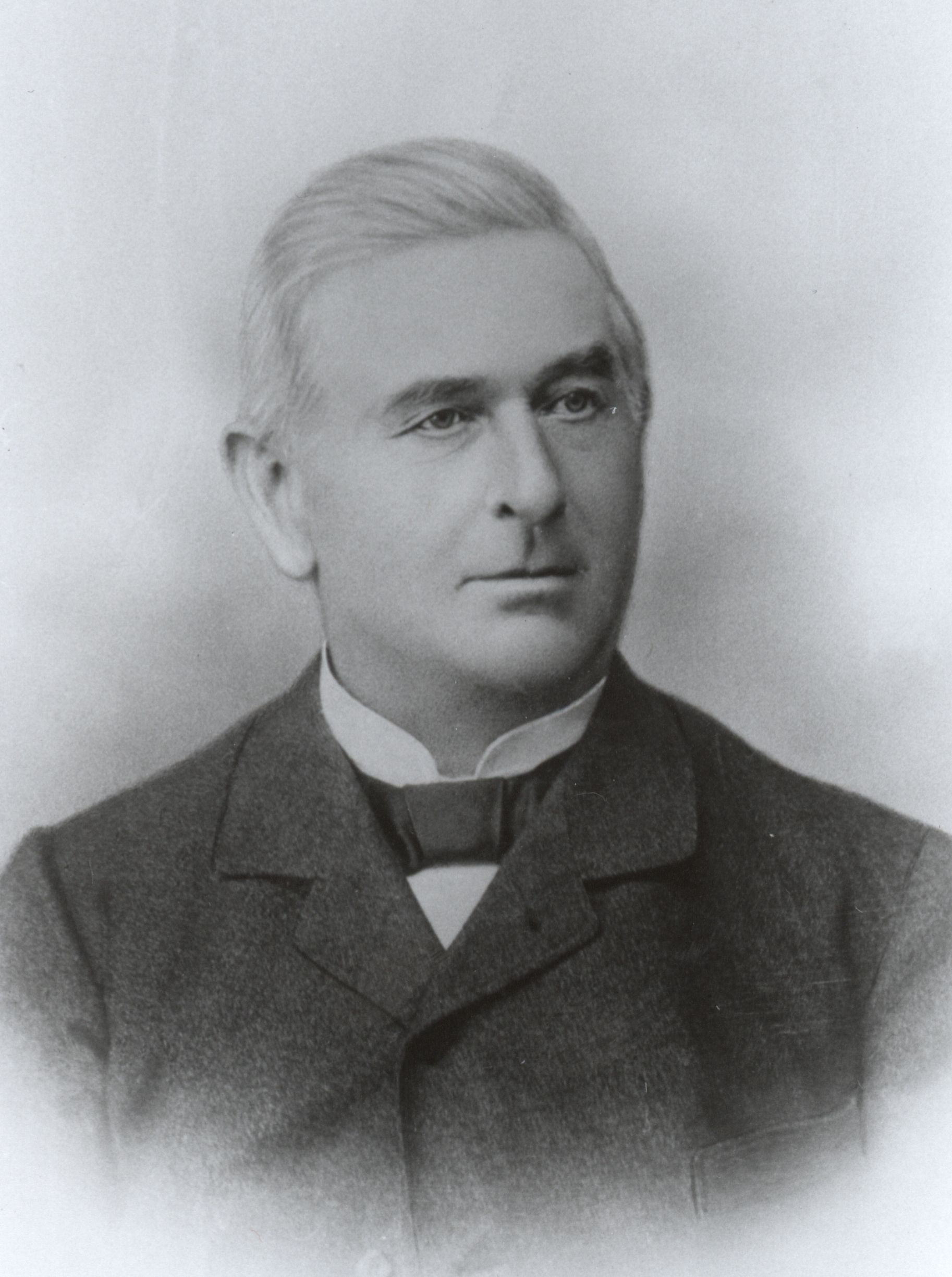
Theodor Hermann Rimpau

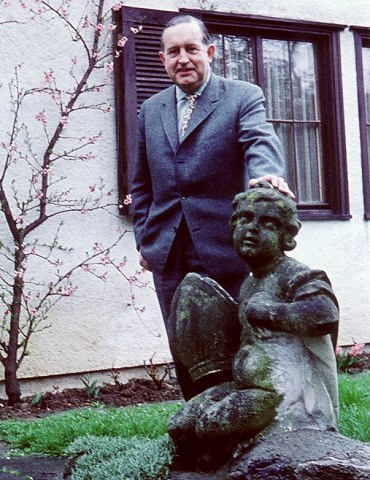
Norbert Schultze

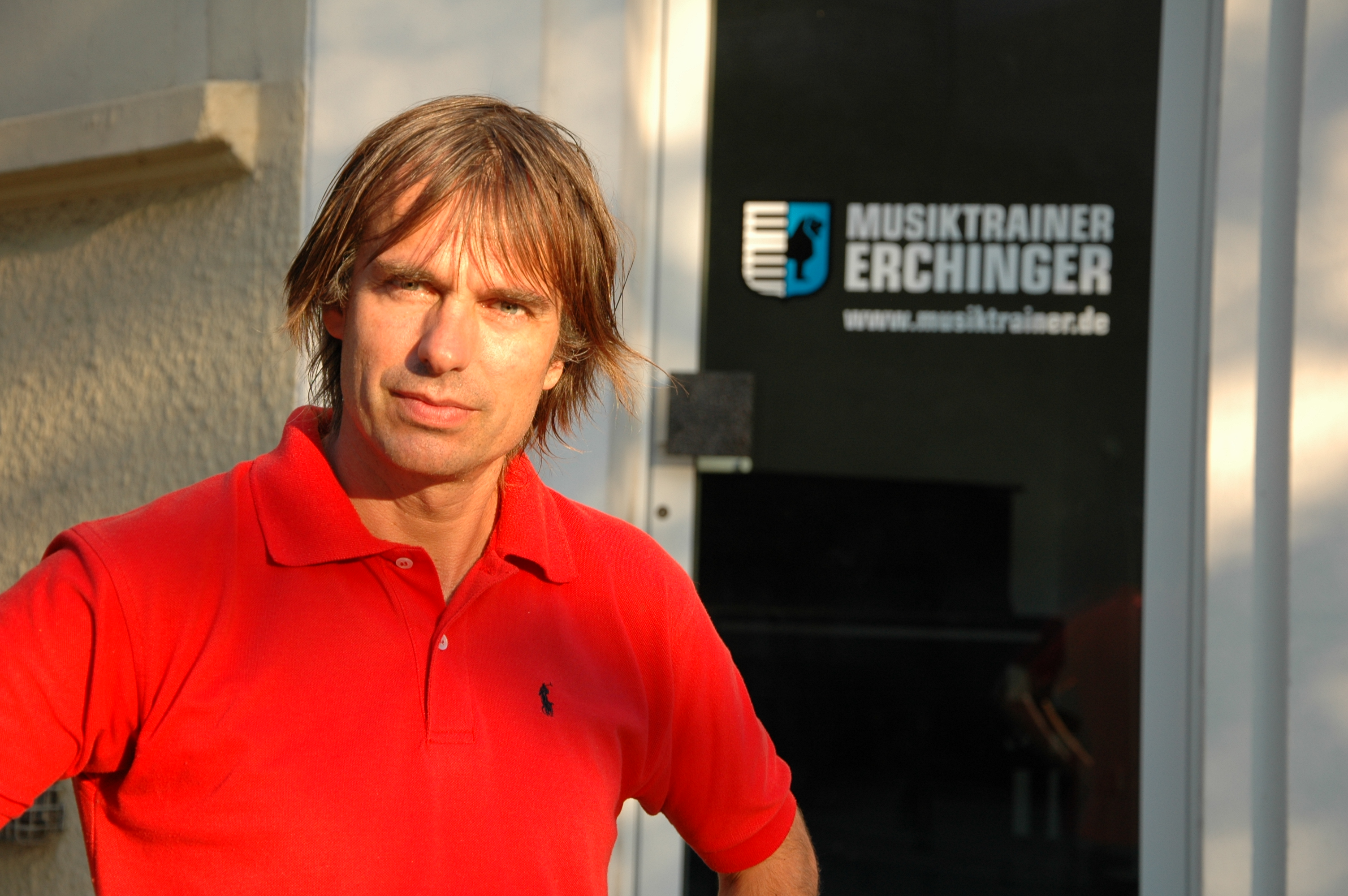
Jan-Heie Erchinger

- Heinrich Lachmann (1797–1872), Pädagoge, Biologe und Arzt
- Moritz von Frankenberg und Ludwigsdorf (1820–1890), Generalmajor
- Theodor Hermann Rimpau (1822–1888), Landwirt und Erfinder
- Louis Mitgau (1831–1912), Ingenieur und Baurat
- Karl Freytag (1831–1908), Zootechniker und Agrarwissenschaftler
- Friedrich Sander (1832–1911), Politiker
- Paul Isenberg (1837–1903), Zuckerfabrikant
- Eduard Steinacker (1839–1893), Lehrer und Kunstschriftsteller
- Theophil Noack (1840–1918), Zoologe und Lehrer
- Hermann Fricke (1851–1906), Baumeister
- Karl Kleye (1854–1923), Landwirt und Politiker
- Albert Knoll (1858–1952), Chemiker und Unternehmer
- Alexander Barthel (1864–1901), Theaterschauspieler
- Wilhelm Bornhardt (1864–1946), Geologe und Bergbeamter
- Rudolf Gleye (1880–1926), Ingenieur und Architekt
- Willi Clahes (1895–1948), Jurist
- Ernst Zörner (1895–1945), Kaufmann und Politiker
- Karl Apel (1897–1965), Theologe
- Hans Eckensberger (1897–1966), Journalist und Verleger (Braunschweiger Zeitung)
- Werner Hofmeister (1902–1984), Jurist und Justizminister
- Carl F. Ewig (1905–1990), Schifffahrtsunternehmer
- Kurd E. Heyne (1906–1961), Schauspieler, Regisseur und Autor
- Otto Lilien (1907–1991), Elektroingenieur
- Norbert Schultze (1911–2002), Komponist und Dirigent („Lilli Marleen“)
- Ernst Fricke (1912–1983), Politiker
- Günter Mast (1926–2011), Unternehmer („Jägermeister“)
- Heiner Herbst (* 1931), Politiker
- Bernt Dieter Köhler (1932–2017), Manager und Scrabble-Meister
- Volkmar Schmidt (1933–1998), Altphilologe
- Hans Wolff (1938–2023), Mathematiker und Hochschulrektor
- Dirk Angelroth (* 1939), Autor
- Edgar Voges (1941–2008), Elektrotechniker und Hochschullehrer
- Reinhard Bein (* 1941), Historiker und Geschichtslehrer
- Manfred R.W. Garzmann (* 1941), Historiker und Archivar, von 1981 bis 2001 Leiter des Stadtarchivs Braunschweig
- Bernd-Jürgen Fischer (* 1943), Sprachwissenschaftler und Proust-Übersetzer
- Dietmar Brandes (* 1948), Biologe und Bibliotheksdirektor
- Arnold Knigge (* 1948), Jurist
- Joachim Hempel (* 1949), Domprediger in Braunschweig
- Friedrich-Wilhelm Wiedenbein (* 1951), Geologe und Hochschullehrer
- Gert Schidor (* 1951), Bühnenbildner
- Wolfgang Fengler (* 1952), Bauingenieur und Hochschullehrer
- Rüdiger Hamm (* 1952), Volkswirt und Hochschullehrer
- Christian Habicht (1952–2010), Schauspieler
- Doina Weber (* 1956), Schauspielerin
- Hennig Brandes (* 1958), Politiker
- Frank Fiedler (* 1963), Jurist und Manager
- Jens Kujawa (* 1965), Basketball Nationalspieler (Europameister 1993)
- Christian Eitner (* 1966), Musiker, Komponist und Produzent
- Jan-Heie Erchinger (* 1967), Pianist und Produzent
- Carsten Hübner (* 1969), Journalist und Politiker
- Timo Hanke (* 1975), Informatiker und Unternehmer
- Cornelius Adler (* 1989), Basketballspieler